# Geschichte der Amateurfunkrufzeichen in Deutschland

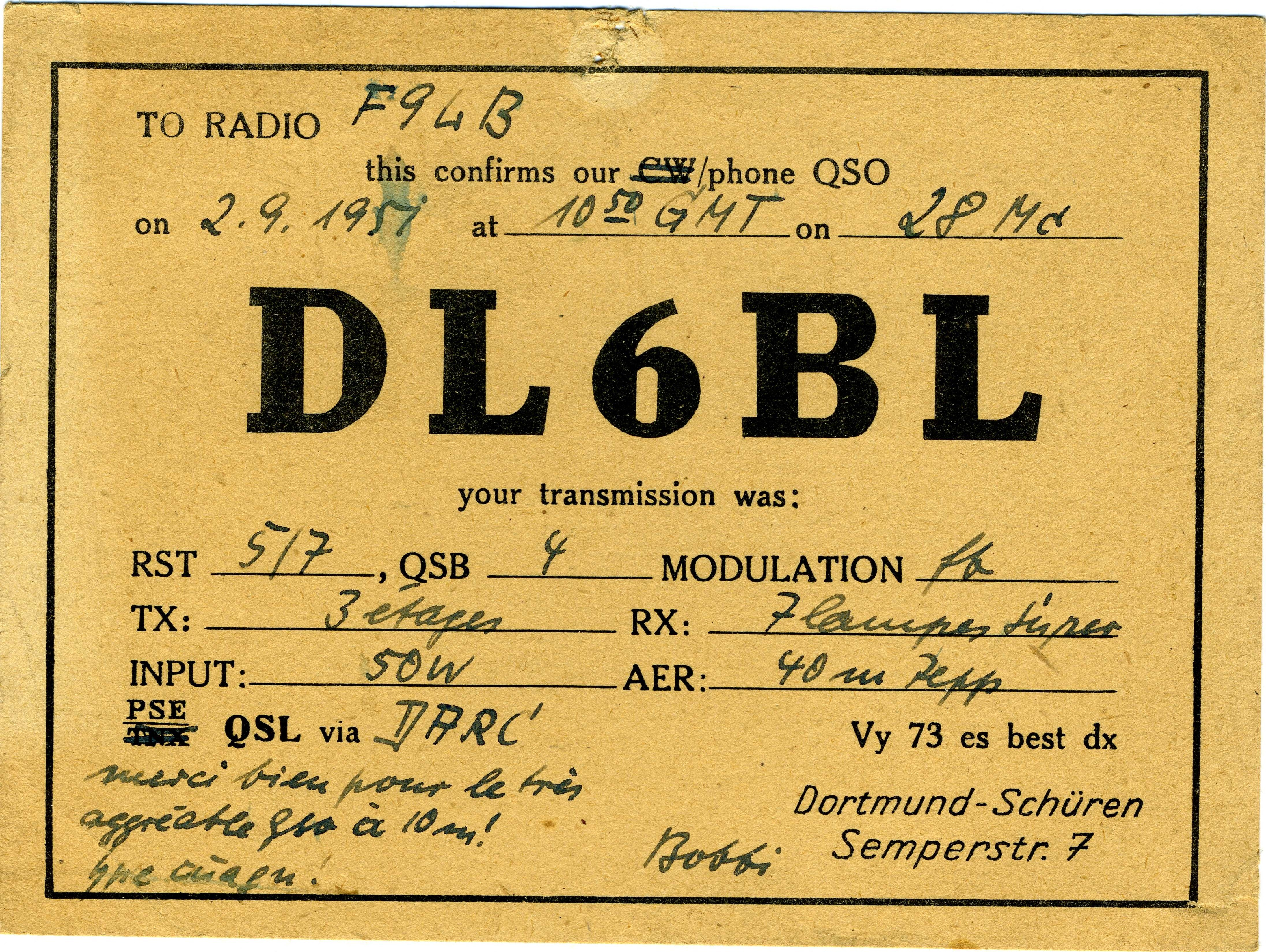
Diese QSL-Karte vom 2. September 1951 zeigt das deutsche Amateurfunkrufzeichen DL6BL

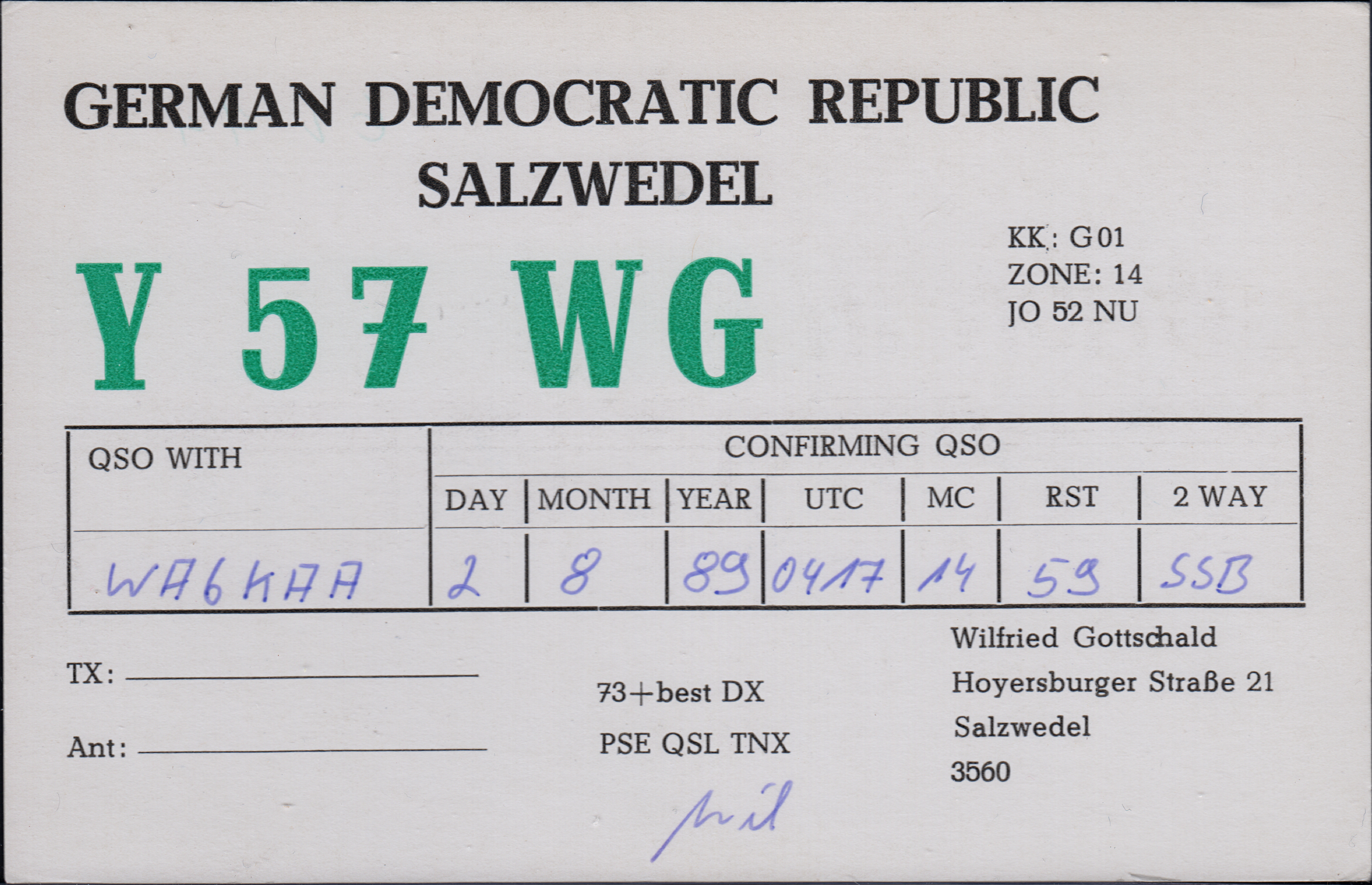
Diese QSL-Karte vom 2. August 1989 zeigt das deutsche Amateurfunkrufzeichen Y57WG

Die Geschichte der Amateurfunkrufzeichen in Deutschland als Teil der deutschen Amateurfunkgeschichte hat nach der deutschen Wiedervereinigung (1990) den heutigen Stand erreicht, nach dem – wie von der Internationalen Fernmeldeunion (ITU) festgelegt – den in Deutschland lebenden Funkamateuren Amateurfunkrufzeichen zugeordnet werden, die als Präfix einen Doppelbuchstaben aus dem Bereich DA bis DR aufweisen.
Laut aktuell gültigem Rufzeichenplan (vom 24. Juni 2024) der Bundesnetzagentur (BNetzA) für den Amateurfunkdienst in Deutschland bestehen deutsche Amateurfunkrufzeichen aus einem zweibuchstabigen Präfix (DA bis DR, ohne DE und DI), einer Ziffer (Ø bis 9) und einem meist zwei- oder drei-buchstabigen Suffix. Für Klubstationen gibt es auch Rufzeichen mit einbuchstabigen oder vier- bis siebenstelligen Suffixen. Doch dies war nicht immer so.

## Vor dem Ersten Weltkrieg
Als es Heinrich Hertz (1857–1894) im November 1886 zum ersten Mal gelang, die von ihm erzeugten elektromagnetischen Wellen wieder zu empfangen und nachzuweisen, und er so die Grundlagen der heutigen Funktechnik legte, gab es den Begriff „Amateurfunk“ noch nicht. Nach dem Gesetz über das Telegrafenwesen des Deutschen Reiches vom 6. April 1892 galt: „Das Recht, Telegraphenanlagen für die Vermittelung von Nachrichten zu errichten und zu betreiben, steht ausschließlich dem Reich zu.“ Damit war der private Betrieb von Sendern oder Empfängern im Deutschen Kaiserreich (1871–1918), egal ob kabelgebunden oder drahtlos, ohnehin verboten.
Staatliche Stellen hingegen unterlagen um das Jahr 1900, am Anfang der Nutzung der Funktechnik, die durch Funkpioniere wie Nikola Tesla (1856–1943), Alexander Popow (1859–1906) und Guglielmo Marconi (1874–1937) vorangetrieben wurde, hier keinerlei Auflagen oder Einschränkungen. Jede sendete auf einem ihrer Meinung nach „freien“ Frequenzband und Rufzeichen wurden phantasievoll und willkürlich gewählt. Mit zunehmender Verbreitung von Funkanlagen auf der Welt und der Möglichkeit, per Funk immer größere Entfernungen zu überbrücken, ergab sich jedoch bald die Notwendigkeit einer internationalen Koordinierung. Die erste vorbereitende Funktelegrafiekonferenz fand 1903 in Berlin statt. Ihr folgte 1906 die Internationale Funktelegrafiekonferenz ebenfalls in Berlin, an der Delegationen von dreißig Staaten teilnahmen. Bezüglich Rufzeichen wurde festgelegt, dass diese aus drei Buchstaben bestehen und voneinander unterscheidbar sein müssen. Noch wurden allerdings keinerlei „Rufzeichenblöcke“ gebildet und den einzelnen Staaten zugeordnet. Dies geschah erst 1912 auf der International Radiotelegraph Convention in London, die im Übrigen ganz im Zeichen der nur wenige Wochen vorher gesunkenen Titanic stand. Die genauen Zuteilungen wurden anschließend in einem Schreiben des amerikanischen Department of Commerce vom 9. Mai 1913 detailliert festgehalten. Demnach erhielten Deutschland und seine damaligen Kolonien die Präfixe A (also den Rufzeichenblock AAA bis AZZ) und D (DAA bis DZZ) sowie KAA bis KCZ. Etwas später kam noch der Block TNA bis TZZ hinzu – wohlgemerkt, für professionelle Rufzeichen – nicht für Amateurfunkrufzeichen.
Es wurden jedoch auch bereits erste Regelungen bezüglich amerikanischer Amateurfunkrufzeichen genannt. Und es gab erste internationale Festlegungen für Rufzeichen im Amateurfunk. Auf der Konferenz von London am 23. April 1913 wurde festgehalten, dass Amateurfunkrufzeichen aus einer vorangestellten Zahl als „Landeskenner“ und darauf folgend zwei bis drei Buchstaben bestehen sollen. Deutschland erhielt die Ziffer 4. Im Gegensatz zu den Vereinigten Staaten kam es jedoch in Deutschland vor dem Ersten Weltkrieg nicht zur Vergabe von Amateurfunkrufzeichen.

## Nach dem Ersten Weltkrieg
Die Zeit unmittelbar nach dem Ersten Weltkrieg war durch Unruhen gekennzeichnet. Bezeichnend war der „Funkerspuk“, ein Versuch der revolutionären Kontrolle des Rundfunks während der Novemberrevolution. Dieser scheiterte zwar, hatte aber zur Folge, dass die Weimarer Republik (1918–1933) in ihrer Anfangszeit das junge Medium Radio sehr restriktiv behandelte. So blieb nicht nur das private Senden weiterhin verboten, sondern auch Bau, Besitz und Betrieb von Rundfunkempfangsgeräten sowie generell der Empfang von Sendungen war verboten. Dieses allgemeine Empfangsverbot wurde erst 1923 aufgehoben. Als Geburtsstunde des Rundfunks in Deutschland gilt der 29. Oktober 1923. Kurz darauf, am 14. Mai 1924, wurden erstmals Empfangsgenehmigungen von der Deutschen Reichspost in Form einer „Audionversuchserlaubnis für die private Errichtung einer Funkempfangsanlage“ an Radioamateure erteilt. Sie durften nur hören – nicht senden –, hatten jedoch auch dafür technische Kenntnisse nachzuweisen. Im selben Jahr erteilte die Reichspost einigen wissenschaftlichen Instituten, Fachunternehmen, anerkannten Funkvereinen sowie wenigen Einzelpersonen, darunter technische Reichspost-Beamte, zum ersten Mal Versuchsgenehmigungen zum Senden.

### K-Rufzeichen
Sie erhielten „Anrufzeichen“ nach damaliger Empfehlung der International Amateur Radio Union (IARU) ab 1. September 1925 mit dem „Kennbuchstaben“ K für Deutschland, abgeleitet aus dem Rufzeichenblock KAA bis KCZ der professionellen deutschen Funkstationen von 1913. (Das D stand im Amateurfunk damals noch für Dänemark und das A für Australien.) Im Unterschied zu den „Funkprofis“ folgten auf das K als erstem Buchstaben bei den Rufzeichen der Funkamateure jedoch keine weiteren zwei Buchstaben, sondern nur ein Buchstabe und eine Ziffer. Der Buchstabe richtete sich nach dem Standort der Funkstelle:
- A bis D für Berlin und Umgebung,
- K bis Q für übriges Reich, außer Württemberg und Bayern,
- V bis X für Bayern und
- Y für Württemberg.

Beispielsweise hatte die Ortsgruppe Fürstenwalde (bei Berlin) des Deutschen Radioklubs e. V., seinerseits Mitgliedsverein des Deutschen Funkkartells, das Rufzeichen KB1, auch geschrieben als K‑B1, Kb1 oder K‑b1. Eine Rufzeichenliste aus dem Jahr 1925 enthält gerade einmal 31 solche Einträge. Einer der frühen Amateurfunkpioniere war Rudolf Horkheimer (1894–1982), dem als ersten deutschen Funkamateur eine Verbindung nach Neuseeland glückte. Er hatte damals das Rufzeichen K‑Y8 für seine Amateurfunkstation in Rottenburg am Neckar. Inzwischen vergibt der Deutsche Amateur-Radio-Club (DARC) jährlich den nach ihm benannten Horkheimer-Preis für außergewöhnliche Leistungen im Amateurfunk.
Als erste überregionale Interessensgruppe der Funkamateure in Deutschland entstand am 28. Juli 1925 aus dem Zusammenschluss des Deutschen Funkkartells mit dem Funktechnischen Verein der Deutsche Funktechnische Verband (D.F.T.V.). Am 20. März 1926 wurde der Deutsche Sendedienst (DSD) gegründet, der genau ein Jahr später in Deutscher Amateur-Sende- und Empfangsdienst (DASD) umbenannt wurde.
Ebenfalls noch im Jahr 1926 änderte sich die Struktur der Amateurfunkrufzeichen: Nun folgte auf den Kennbuchstaben K für Deutschland die Ziffer 4 und dann zwei Buchstaben (diese zumeist kleingeschrieben). Dabei wies der erste Buchstabe nach der Ziffer auf den ungefähren Standort hin. Die Zuordnung war wie folgt:
- a Berlin
- b Brandenburg und Pommern
- c Berlin
- d Sachsen
- e Ostpreußen
- f Nordmark
- g Schlesien
- h Sachsen und Vogtland
- i Thüringen
- j Osnabrück
- k Nordhessen
- l Rheinland und Westfalen
- m Sachsen und Vogtland
- n Südhessen
- o Baden
- p Bremen
- q Braunschweig und Hannover
- r Rheinland und Westfalen
- s Saargebiet
- t Nordmark
- u Bayern
- v Franken
- w Berlin
- x Württemberg
- y -
- z Danzig

### EK-Rufzeichen
Mit Beginn des Jahres 1927 wurde die bereits am 1. März 1926 von der IARU beschlossene neue Rufzeichenkennung gültig: Dem bisherigen deutschen Präfix K wurde ein E (wie Europa) vorangestellt. Der Landeskenner für Deutschland war also nun EK.
Zeitgleich wurde das Suffix von zwei auf drei Buchstaben verlängert. Ein deutsches Amateurfunkrufzeichen, beispielsweise der Funkvereinigung Halle e. V., sah nun wie folgt aus:
- EK 4 ABI

Noch im selben Jahr, am 25. November 1927, wurden im Washingtoner Weltnachrichtenvertrag weltweit neue offizielle Landeskenner beschlossen, die zu Neujahr 1929 eingeführt wurden.

### D-Rufzeichen
Ab dem 1. Januar 1929 war für Deutschland als neues Präfix der (heute gewohnte) Buchstabe D gültig. (Das K ging an die Vereinigten Staaten. Die Freie Stadt Danzig erhielt YM.) Darauf folgte die Ziffer 4 und als Suffix drei, zumeist kleingeschriebene, Buchstaben. Statt EK 4 ABI (von oben) hieß es für die Funkvereinigung Halle nun:
- D 4 abi

Mit der nationalsozialistischen Machtübernahme im Jahr 1933 wurden sämtliche zuvor von der Reichspost ausgegebenen Sendegenehmigungen für ungültig erklärt, aber weder der Amateurfunk noch das Senden generell verboten. Im Gegenteil, „bewährte“ Funkamateure wurden als wertvolle Helfer angesehen, um die neue Weltanschauung mithilfe dieser modernen Kommunikationsmöglichkeit weltumspannend zu propagieren. Dazu passend berichten die Mitteilungen des Deutschen Amateur-Sende- und Empfangsdienstes (DASD) vom August 1933: „180 Sendelizenzen erteilt!“ Auch wurden den frisch lizenzierten Funkamateuren vom Reichsministerium für Volksaufklärung und Propaganda spezielle QSL-Karten frei zur Verfügung gestellt, die Parolen trugen wie: „Wir wollen Frieden und Verständigung, nichts anderes“, „Niemand wünscht den Frieden mehr als wir“ oder „Der einzelne ist nichts – das Volk ist alles“.
Und wieder gab es eine Modifikation der Amateurfunkrufzeichen: Nicht mehr der erste Buchstabe des Suffix kennzeichnete länger den Standort, sondern es war nun der letzte. Hierdurch versprach man sich Vorteile bezüglich der Sortierreihenfolge im Falle eines Umzugs des Funkamateurs, da sich dann nur der letzte Buchstabe seines Rufzeichens änderte. Diese waren wie folgt verteilt:
- A Ostpreußen
- B Pommern
- C Brandenburg
- D Magdeburg
- E -
- F Berlin
- G Schlesien
- H Westfalen
- I Rheinland
- J Norden
- K Niedersachsen
- L Mitteldeutschland
- M Sachsen-Ost
- N Württemberg
- O Baden
- P Bayern-Süd
- Q Koblenz (zeitweilig)
- R Bayern
- S -
- T Mittelrhein
- U Sachsen-West
- V Schleswig
- W -
- X -
- Y -
- Z -

Alle Funkamateure behielten die beiden Buchstaben ihres bisherigen Suffix, dem ein weiterer Buchstabe als Standortkenner (aus der obigen Liste) angehängt wurde. Diese Schema galt mit Wirkung vom 1. Juni 1935. Im Jahr 1937 wurde eine Liste aller von der Reichspost vergebenen Amateurfunkrufzeichen der Blöcke D3, D4 und YM4 (Danzig) veröffentlicht. Mit Stand vom 5. Mai 1937 gab es demnach 498 Rufzeichen für „Liebhaberfunksender“.
Nach dem „Anschluss“ Österreichs im März 1938 wurden entsprechend der politischen Neugliederung des NS-Staats auch die Landesverbände des DASD neu gegliedert, was Auswirkung auf die Amateurfunkrufzeichen hatte. Der letzte Buchstabe des Suffix bedeutete nun:
- a Preußenland
- b Pommern
- c Kurmark
- d Harzlande
- e -
- f Reichshauptstadt
- g Schlesien
- h Westfalen
- i Niederrhein
- j Niederelbe
- k Niedersachsen
- l Thüringen
- m Ostsachsen
- n Württemberg
- o Baden
- p Bayern
- q -
- r Franken
- s Donaulande
- t Hessen
- u Sachsen
- v Nordmark
- w Alpenlande
- x -
- y Danzig
- z -

Mit Beginn des Zweiten Weltkriegs wurden sämtliche Geräte in allen Amateurfunkstellen beschlagnahmt und alle Sende-Lizenzen widerrufen. Allerdings wurden mehr als hundert Kriegsfunksendegenehmigungen (KFSG) erteilt. Die Struktur der Amateurfunkrufzeichen blieb während des Krieges unverändert. Zu den Funkamateuren mit Kriegsfunkgenehmigungen gehörten Pioniere des Amateurfunks wie Hans Bretschneider, D3kln, Jörg Issler, D3kmn, und Kurt Schips, D3knn, alle aus Stuttgart.

## Nach dem Zweiten Weltkrieg

### D2-, D4- und D5-Rufzeichen
In den unmittelbaren Nachkriegsjahren (1945–1949) galt unter alliierter Besatzung ein zunächst striktes Amateurfunkverbot, das nach und nach aufgeweicht wurde. Einige sendeten mit DA-Rufzeichen, was aber illegal war. Anfang 1946 wurden in jeder der drei Westzonen für Personal beim Militär Rufzeichenkontingente geschaffen, aus denen bis 1948 Amateurfunkrufzeichen ausgegeben wurden, und zwar:
- D2AAA bis D2ZZZ in der britischen Zone,
- D4AAA bis D4ZZZ in der amerikanischen Zone und
- D5AAA bis D5ZZZ in der französischen Zone.

Noch 1946 waren bereits mehr als zweihundert D4-Rufzeichen ausgegeben worden, dazu gehörten D4AAS, D4AAU, D4ABW und D4ABX. Die sowjetische Zone kam hier nicht vor.
In der „Ostzone“, wie man diese im Westen nannte, hatten die Funkamateure in der Zeit ab 1945 einen verschlungenen Weg zurückzulegen und mannigfaltige Schwierigkeiten zu überwinden. In persönlicher Absprache mit ihren befreundeten Kollegen im Westen benutzten auch sie im Jahr 1948 DA‑Rufzeichen. Untereinander hatte man sich bei einem informellen Treffen in deren provisorischer Amateurfunk-Zentrale in Stuttgart, genannt SAC („Samstagabendclub“), darauf geeinigt, dass die Funkamateure in der Ostzone das Numeral 8 verwenden sollten. Überraschenderweise duldete die Sowjetische Militär-Administration (SMA), in Person von Major Mulin, mit Sitz in Berlin-Karlshorst, die Benutzung von DA8. Eine mit Datum 31. März 1948 überlieferte QSL‑Karte belegt ein QSO von DA8SL in Sachsen mit DA1AR. Letzteres war damals das Rufzeichen von Wolfram Felix Körner, ein besonders aktiver westdeutscher Funkamateur.
Als im Jahr 1949 die Funkamateure in der Französischen Zone begannen, DK9‑Rufzeichen einzuführen, taten es ihnen die Kollegen in der Sowjetischen Zone gleich und wechselten von DA8 auf DK8. Dies geschah zwar in Absprache mit dem SAC, allerdings ohne Genehmigung der SMA, also im Grunde illegal. Nach weiteren schwierigen Jahren ergaben sich neue Möglichkeiten nach Gründung der Gesellschaft für Sport und Technik (GST) am 7. August 1952.
Das Saarland, das erst Anfang 1957 Teil der BRD wurde, und zuvor zehn Jahre lang ein eigener Staat (Saarstaat) war, hatte während dieser Zeit den Landeskenner 9S4.
Am 19. Januar 1949, nur wenige Monate bevor die Bundesrepublik Deutschland (BRD) und die Deutsche Demokratische Republik (DDR) gegründet wurden, verabschiedete der damalige Wirtschaftsrat des Vereinigten Wirtschaftsgebietes, zuständig für die Bizone (im Westen), ein Amateurfunkgesetz, das erst 1997 abgelöst wurde. Der Rufzeichenblock beginnend mit dem Buchstaben D, der zuvor vollständig für deutsche Rufzeichen zur Verfügung stand, wurde aufgespalten in zunächst drei Bereiche:
- DA bis DL für die BRD,
- DM bis DT für die DDR und
- DU bis DZ für die Philippinen.

### DL- und DM-Rufzeichen

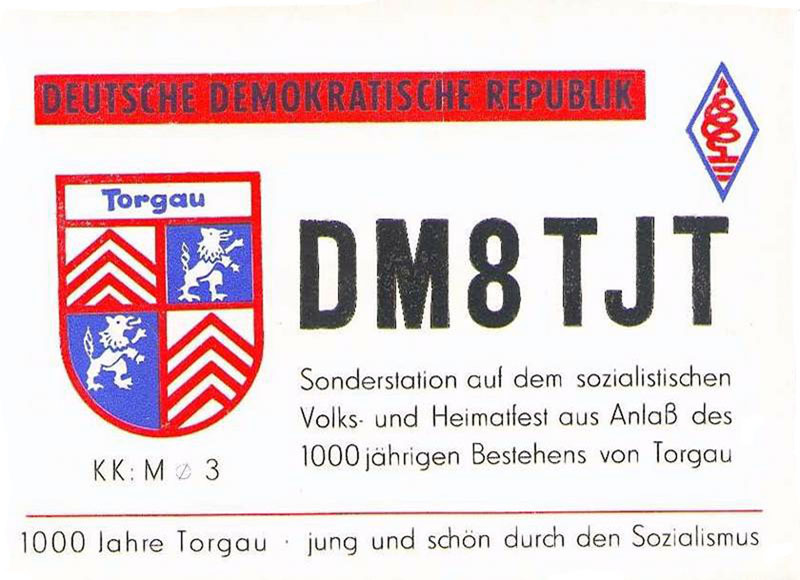
QSL-Karte aus der DDR (1973)

Für beide deutsche Staaten galt nun das Schema:
- Präfix aus zwei Buchstaben plus Ziffer plus Suffix aus zwei oder drei Buchstaben,

wobei die BRD den Bereich DA bis DL und die DDR den Bereich DM bis DT als mögliches Präfix nutzen konnte.
Im Westen wurden ab 1949 folgende Rufzeichenblöcke, jeweils mit zwei Suffixbuchstaben, ausgegeben:
- DL1 und DL3 für Bürger der drei Westzonen bzw. der BRD,
- DL2 für britische Militärangehörige,
- DL4 für amerikanische Militärangehörige,
- DL5 für französische Militärangehörige,
- DL6 für Bürger der BRD, nachdem DL1 und DL3 aufgebraucht waren,
- DL7 für West-Berlin und
- DLØ für Klubstationen in der BRD.

Der Doppelbuchstabe DL avancierte schnell zum Lieblingspräfix der westdeutschen Funkamateure und ist es wohl auch heute noch. Aber in der Anfangszeit der BRD konnte man noch nicht – anders als heute – sich ein Rufzeichen wünschen. Im Gegenteil, es wurde amtlich zugeteilt und man musste nehmen, was man bekam. Nach DL wurden andere Blöcke wie etwa ab 1953 DJ und in den 1960er Jahren DK vergeben, wobei zeitweise unterschiedliche Lizenzklassen am zweiten Buchstaben erkennbar waren, ähnlich wie heute die „Einsteiger“-Lizenzklasse N (Entry Level License) am Buchstaben N oder die „Novizen“-Lizenzklasse E (Novice) am Buchstaben O an zweiter Stelle des Präfixes.
Während im Westen zunächst nur zweibuchstabige Suffixe eingeführt wurden, nutzte die DDR von Anfang an dreibuchstabige Suffixe für personengebundene Rufzeichen. Diese begannen mit DM2, worauf drei Buchstaben folgten. Zu den ersten Rufzeichen, die am 14. Juli 1953 herausgegeben wurden, gehörten DM2AEM und DM2AGM.
Klubstationen in der DDR hingegen begannen mit DM3, DM4 oder DM5 und darauf folgten zwei Buchstaben. Gelegentlich gab es Sonderrufzeichen mit dem Präfix DT, beispielsweise DT2GRO anlässlich des 30. Jahrestages der Gründung der DDR im Jahr 1979.

### Y-Rufzeichen
Anfang 1980 änderten sich die Rufzeichen in der DDR. Als Zeichen der politischen Abgrenzung von der BRD und deren D‑Rufzeichenblock hatte die DDR bei der ITU neue Präfixe beantragt. Sie nutzte nun zehn Jahre lang Y2 bis Y9 als Präfix. Vom zurückgegebenen Block DM bis DT gingen die Präfixe DM bis DR an die BRD und DS bis DT an Südkorea. In der DDR war ab nun Y2 das einzige Präfix für personengebundene Rufzeichen. Insgesamt galt die folgende Zuordnung:
- Y2 für Personen,
- Y3 bis Y9 für Klubstationen.

Zusätzlich wurde mithilfe des letzten Buchstabens des Suffixes der DDR-Bezirk nach folgendem Schema gekennzeichnet:
- A Bezirk Rostock
- B Bezirk Schwerin
- C Bezirk Neubrandenburg
- D Bezirk Potsdam
- E Bezirk Frankfurt (Oder)
- F Bezirk Cottbus
- G Bezirk Magdeburg
- H Bezirk Halle
- I Bezirk Erfurt
- J Bezirk Gera
- K Bezirk Suhl
- L Bezirk Dresden
- M Bezirk Leipzig
- N Bezirk Karl-Marx-Stadt
- O Ost-Berlin
- P Bezirk Potsdam
- Q Bezirk Erfurt
- R Bezirk Dresden
- S Bezirk Leipzig
- T Bezirk Karl-Marx-Stadt
- U Bezirk Rostock
- V Bezirk Halle
- W Bezirk Magdeburg
- X Bezirk Cottbus
- Y Bezirk Gera
- Z -

## Heute
Mit der Wiedervereinigung Deutschlands (1990) wurden auch die Amateurfunkpräfixe von BRD und DDR vereinigt. Deutschland verfügt nun über die Blöcke DA bis DR und Y2 bis Y9, wobei letzter nahezu ungenutzt bleibt. Zu den seltenen Ausnahmen gehörte die 2018 in Deutschland ausgerichtete World Radiosport Team Championship (WRTC 2018), zu der Rufzeichen mit dem ungewohnten deutschen Präfix Y8 als Klubstationsrufzeichen für eine kurze Zeit zugeteilt wurden. Beispiele für solche temporär gültig gewesenen Rufzeichen sind Y81A oder Y89U.
Der aktuelle Stand der Struktur und Zuordnung von Amateurfunkrufzeichen in Deutschland wird im Artikel über Amateurfunkrufzeichen beschrieben. Und die seit 24. Juni 2024 gültigen Lizenzklassen werden im Artikel Amateurfunkklasse erläutert.